# آتوسا گلشادنژاد
آتوسا گلشادنژاد (زاده ۱ تیر ۱۳۸۲ در کرمانشاه،بیستون ) کاراته‌کار ایرانی و متولد کرمانشاه شهر بیستون است. گلشادنژاد در رده سنی زیر ۲۱ سال و بزرگسالان عضو تیم ملی ایران است. وی در مسابقات قهرمانی آسیا ۲۰۲۱ آلماتی رده سنی زیر ۲۱ سال و مسابقات قهرمانی آسیا ۲۰۲۳ ملاکا و ۲۰۲۵ تاشکند بزرگسالان به مدال طلا رسید.
گلشادنژاد کاراته را از سال ۱۳۹۰ زیر نظر مربی سازنده اش فرانک نظری در باشگاه آراد کرمانشاه آغاز کرد و با پشتکار به یکی از افتخارات ایران و شهرش بیستون شد. وی در حال حاضر نیز ملی پوش وزن منهای ۶۱ کیلوگرم تیم کاراته زنان جمهوری اسلامی ایران است.

## دوران حرفه‌ای

### مسابقات قهرمانی آسیا ۲۰۲۱
آتوسا گلشادنژاد در اولین تجربه ی بین المللی خود در وزن ۶۱-  کیلوگرم زیر۲۱ سال مسابقات قهرمانی آسیا ۲۰۲۱ در آلماتی، قزاقستان حاضر شد. در دور اول با نتیجه ۱ بر صفر لیمون میسو از فیلیپین را شکست داد. 
وی در دور دوم، هی وود چوو از هنگ کنگ را با نتیجه ۴ بر صفر از پیش رو برداشت و راهی فینال شد. گلشادنژاد در دیدار پایانی، اصل کنی از قزاقستان را با نتیجه ۴ بر ۳ شکست داد و به مدال طلا این رقابت‌ها رسید.

### مسابقات قهرمانی جهان ۲۰۲۲
آتوسا گلشادنژاد نماینده وزن ۶۱- کیلوگرم رده سنی زیر ۲۱ سال مسابقات قهرمانی جهان ۲۰۲۲ قونیه ترکیه، پس از استراحت در دور اول، لی بوشارد از سوئیس را ۸ بر صفر از پیشِ‌رو برداشت و به مرحلهٔ بعد رفت. در دور سوم، مقابل شفق قطبی زیبا از ایتالیا ۷ بر ۲ برنده شد و به دور بعد رفت. وی در دور چهارم سایت کراری از ژاپن را ۳ بر ۱ شکست داد. گلشادنژاد در نیمه‌نهایی ۴ بر ۳ از گلبهار گوزوتوک مغلوب شد و راهی شانس مجدد برای مدال برنز شد. وی در دور اول شانس مجدد ۳ بر صفر از هیلاری جنیفر زامتو از فرانسه شکست خورد و از دور رقابت ها کنار رفت.

### مسابقات قهرمانی آسیا ۲۰۲۳
گلشاد نژاد در دور اول با نتیجه دو بر صفر مونا الدیری از اردن را پشت سر گذاشت و در دور دوم موفق شد با نتیجه یک بر صفر اسل کانایا از قزاقستان را شکست دهد.
نماینده وزن ۶۱- بانوان ایران در سومین مسابقه خود مقابل گونگ لی از چین در حالی که نتیجه این رقابت صفر صفر شد، با رای داوران و در هانتی گلشاد نژاد به پیروزی رسید و راهی فینال این مسابقات شد و در رقابت فینال نیز با نتیجه سه بر صفر حریف اماراتی را شکست داد و صاحب مدال  طلا قهرمانی کاراته آسیا شد.

### مسابقات قهرمانی آسیا چین ۲۰۲۴
در روز پایانی رقابت های کاراته قهرمانی آسیا در چین آتوسا گلشادنژاد در دیدار رده بندی موفق شد زکیه عدنان دارنده برنز آسیا از مالزی را با نتیجه ۲ بر صفر از پیش رو برداشت و برنز گرفت. وی پیش از رسیدن به دیدار رده بندی پس از قرعه استراحت، ابتدا حریف عربستان را ۸ بر صفر شکست داد. سپس مقابل ساره العامری دارنده نشان نقره آسیا ۲۰۲۳ از امارات ۵ بر صفر پیروز شد تا در نیمه نهایی به مصاف گانگ لی از چین برود. او در ثانیه های پایانی رقابت مقابل قهرمان جهان و دارنده برنز المپیک ۴ بر یک پیش بود که با اخطار داور هانسکو شد و از راهیابی به فینال بازماند.

## دستاوردها
| سال  | مسابقات             | محل برگزاری     | رتبه | رویداد         | رده سنی   | وزن         |
| ---- | ------------------- | --------------- | ---- | -------------- | --------- | ----------- |
| ۲۰۲۱ | کاراته قهرمانی آسیا | آلماتی-قزاقستان | اول  | کومیته انفرادی | زیر۲۱ سال | ۶۱- کیلوگرم |
| ۲۰۲۳ | کاراته قهرمانی آسیا | ملاکا-مالزی     | اول  | کومیته انفرادی | بزرگسالان | ۶۱- کیلوگرم |
| ۲۰۲۳ | کاراته قهرمانی آسیا | ملاکا-مالزی     | دوم  | کومیته تیمی    | بزرگسالان | --          |